# Feel Festival
Das Feel Festival ist ein Musikfestival, das jährlich am Bergheider See in Brandenburg stattfindet. Zu den gespielten Musikrichtungen gehören Indie, Rock, Hip-Hop, Elektro und House.

## Geschichte
Zum ersten Mal wurde das Festival 2013 am Kiekebusch See in Schönefeld nahe Berlin veranstaltet. Im Jahr 2015 zog es an den Bergheider See um. 2022 wurde zunächst angekündigt, dass die touristische Erschließung des Gebiets im folgenden Jahr einen erneuten Umzug erforderlich mache, letztlich konnte das Festival aber weiterhin dort stattfinden.

## Programm (Auswahl)
Das Programm des Festivals wird jedes Jahr erst vor Ort bekanntgegeben.
- 2014: Jan Blomqvist, ClickClickDecker, Ry X, Dirty Doering, Herrenmagazin, Messer, Pool, Trümmer[7]
- 2015: AnnenMayKantereit, HVOB, Wanda[8]
- 2016: Claptone, OK Kid, Turbostaat[9]
- 2017: Mighty Oaks, Milky Chance, Mount Kimbie[10]
- 2018: Beatsteaks, Faber, Trettmann, Antje Schomaker, Dirty Doering, Isolation Berlin, Stimming[11]
- 2019: Andhim, Oliver Koletzki, Pan-Pot, DJ Tennis, Kobosil[12]
- 2020: abgesagt[13]
- 2021: abgesagt[14]
- 2022: Von Wegen Lisbeth, Haiyti, Bosse, Township Rebellion, Einmusik[15]
- 2023: Niconé, Christian Löffler, Oliver Koletzki, NTO[16]
- 2024: Pan-Pot, Parra For Cuva, Kid Simius[17]